# Anhangabahuia analis
Anhangabahuia analis är en tvåvingeart som beskrevs av Townsend 1931. Anhangabahuia analis ingår i släktet Anhangabahuia och familjen parasitflugor. Inga underarter finns listade i Catalogue of Life.